# Anji (brano musicale)
Anji (o Angie) è un brano strumentale per chitarra, scritto dall'innovativo ed eclettico chitarrista folk inglese Davey Graham, edito per la prima volta nel 1961, con il EP 3/4 AD. Si tratta di uno dei più famosi brani strumentali per chitarra folk e blues.
Si presenta come un brano in 4/4 con tipica cadenza andalusa del flamenco in la minore (sebbene in realtà sia suonato con capotasto mobile al secondo o terzo capotasto). Gran parte della sua notorietà è da attribuire al cantautore scozzese Bert Jansch, leggenda del british folk, che nel 1965 ne fece una reinterpretazione con l'album omonimo. Degna di nota anche la cover di Paul Simon.